# Быр
Быр, бырр, иногда бер (амх. ብር) — первоначально в Эфиопии и Эритрее название талера Марии Терезии, самой распространённой торговой монеты региона. Впоследствии это местное наименование всех монет типа талера эфиопской или эритрейской чеканки, а также ряда денежных единиц, среди которых:
- эритрейский быр (эритрейский талер, таллеро) — серебряная монета, выпускавшаяся в Италии для Эритреи в 1890—1936 годах;
- абиссинский быр (абиссинский или эфиопский талер, талер Менелика, талари) — денежная единица Абиссинии (Эфиопии) в 1893—1936 и 1940—1945 годах;
- эфиопский быр (эфиопский доллар) — денежная единица Эфиопии и Эритреи в 1945—1976 годах.

С 1976 года по настоящее время эфиопский быр — общепринятое название национальной валюты Эфиопии.

## Талер Марии Терезии

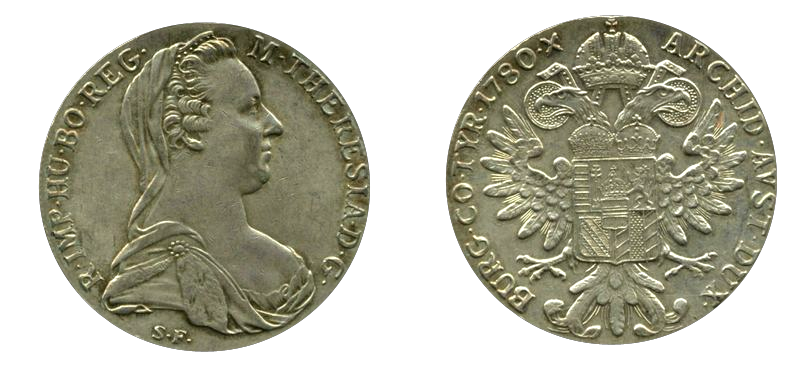
Талер (быр) Марии Терезии британской чеканки

Талер Марии Терезии — разновидность австрийского конвенционного талера 1753 года, который выпускался сначала в качестве инструмента внутреннего денежного обращения, но затем стал использоваться уже только для внешней торговли. На монете был изображён профиль императрицы Марии Терезии (1740—1780), откуда и пошло название. Без изменения оформления и с указанием года смерти императрицы уже только в качестве торговой монеты талер Марии Терезии продолжали выпускать до середины XX века (в том числе по соглашению с Австрией другие страны). С 1751 по 2000 год было отчеканено около 389 млн экземпляров монеты, ставшей самой распространённой в Леванте и Северо-Восточной Африке. Из этих регионов её не смогли вытеснить ни песо, ни лёвендальдер, ни чеканившиеся специально для местных рынков торговые монеты других государств.
Первое упоминание о хождении талера Марии Терезии в Эфиопии относится ко времени правления императора Йасу II (1730—1755). По сведениям путешественника Джеймса Брюса, в 1768 году эта монета преобладала в регионе. Во время англо-эфиопской войны 1867—1868 годов этими талерами оплачивались местные расходы британской армии. По оценке Йозефа Калмера и Людвига Хюна (Ludwig Hyun), до 1931 года в Эфиопию попало свыше 20 % отчеканенных к этому моменту талеров Марии Терезии. В годы Второй мировой войны британцы изготовили около 18 млн этих монет в Бомбее для использования в ходе восточноафриканской кампании против Италии.
Название этой самой популярной монеты региона в XIX и первой половине XX века на амхарском языке — «быр» (ብር), что означает «серебро» (происходит от более древнего корня — «быть белым»). Бырами стали и все монеты типа талера местной чеканки.

## Талари
Параллельно с талером Марии Терезии в Абиссинии (общепринятое название Эфиопии до 1931 года) имели хождение локальные деньги. Так, в 1807—1886 годах собственные монеты чеканил султан Харэра. Иногда на монетах других стран делались локальные надчеканки. 9 февраля 1893 года император Абиссинии Менелик II (1889—1913) ввёл в обращение абиссинский талер (другие варианты названия: «эфиопский талер», «талер Менелика», «талари», «быр» или «бер»), почти соответствовавший по содержанию серебра талеру Марии Терезии.
До 1903 года талер был равен 20, а после — 16 гершам. Сначала параллельной, а с 1931 года единственной разменной денежной единицей также была матона или метонья (1⁄100 талера). Выпускались также золотые монеты — верки. С 1915 по 1936 год в Абиссинии печатались банкноты. На амхарском языке их достоинство указывалось в бырах, на французском — в талерах.
С 1936 года, после завоевания Эфиопии Италией (3 октября 1935 года, аннексия — 9 мая 1936-го), официальной валютой стала итальянская лира, а с 1938-го — лира Итальянской Восточной Африки.

## Таллеро
Соседняя Эритрея с 1557 по 1865 год была частью Османской империи, с 1865-го находилась под властью Египта, а с 1885 по 1890 год перешла под контроль Италии, окончательно став её колонией 1 января 1890 года. С 1885 года итальянские власти выпускали банкноты, номиналы которых были указаны в лирах. В 1890 году в Риме и Милане для новой колонии были отчеканены эритрейские талеры (таллеро) — монеты близкие по содержанию серебра талерам Марии Терезии и призванные вытеснить последние из внутреннего обращения Эритреи. Их номинал был выражен в двух денежных единицах — лирах и талерах (талер равнялся 5 итальянским лирам).
На лицевой стороне талера изображался погрудный портрет итальянского короля Умберто I (1878—1900), на оборотной — увенчанный короной орёл с савойским гербовым щитом на груди. В 1918 году дизайн монеты был изменён — орёл и погрудное изображение Италии в диадеме. Чеканились также монеты достоинством в 50 чентезимо, 1 и 2 лиры (соответственно, 1⁄10, 1⁄5 и 2⁄5 талера). На них номиналы указывались в лирах, бырах (на амхарском) и риялах (так на арабском языке назывались монеты талерового типа).
С 1938 года в дополнение к эритрейскому талеру (его чеканка прекращена в 1941 году) была выпущена лира Итальянской Восточной Африки.

## Доллар

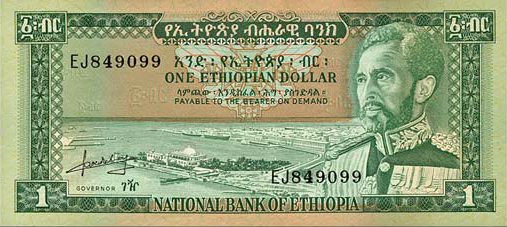
1 эфиопский доллар (быр) 1966 года

1 июня 1936 года из трёх итальянских колоний — старых Эритреи и Сомали, а также новой Эфиопии — была образована Итальянская Восточная Африка. Её официальной валютой стала итальянская лира, но продолжали обращаться талеры Марии Терезии, подражания — абиссинский и эритрейский талеры, а также сомалийская лира. С 1938 года в обращении появилась выпущенная специально для региона лира Итальянской Восточной Африки, приравненная к лире итальянской. Банкноты, номинированные в абиссинских талерах и сомалийских лирах, были изъяты из обращения.
В 1940—1941 годах по мере перехода территории Итальянской Восточной Африки под контроль Великобритании вместо лиры на отвоёванных территориях вводился восточноафриканский шиллинг (приравнен к английскому шиллингу, то есть к 1⁄20 фунта стерлингов), а в Эфиопии в дополнение было возобновлено обращение эфиопского талера (талари, быра). Территория находились под протекторатом британской администрации до 1952 года. В период его действия, 23 июля 1945 года, был выпущен в обращение эфиопский доллар (быр), полностью заменивший восточноафриканский шиллинг и эфиопский талер в феврале 1946 года. Номиналы на банкнотах обозначались на двух языках (на английском — доллар, на амхарском — быр) пока в 1976 году не произошла смена наименования на эфиопский быр.

## Быр

1 быр 1976 года

15 сентября 1952 года Эфиопия и Эритрея вошли в состав независимой федеративной монархии. В 1962 году император Хайле Селассие I упразднил федеративное устройство страны, в результате началась продолжительная война за независимость Эритреи, окончательно завершившаяся только 24 мая 1993 года. В годы войны, 21 сентября 1976 года, Эфиопия заменила доллар на эфиопский быр в соотношении 1:1. Прежнее наименование, использованное на банкнотах, на амхарском языке сохранилось, на английском стало писаться как birr.
Получив независимость, Эритрея продолжала использовать новую валюту Эфиопии до 8 ноября 1997 года, когда в обращение вместо быра в соотношении 1:1 была введена накфа. Быр остаётся базовой денежной единицей Эфиопии.

## Список монет и валют, называвшихся быром
| Местное наименование (амх. ብር) | Прочие наименования                                                                                       | Годы выпуска            | Разменная денежная единица                                                          |
| ------------------------------ | --- | ----------------------- | ----------------------------------------------------------------------------------- |
| Быр                            | Талер Марии Терезии (от нем. Thaler, Taler)                                                               | 1753 — середина XX века | Медино или пара (в XVIII в. — 1⁄150) Ашрафи, махаллак (соответственно 1⁄40 и 1⁄800) |
| Быр                            | Абиссинский талер (до 1931 года), эфиопский талер (с 1931 года), талер Менелика, талари (от итал. talari) | 1893—1936; 1940—1945    | Герш (1893—1903 гг. — 1⁄20; 1903—1931 гг. — 1⁄16) Матона или метонья (1⁄100)        |
| Быр                            | Эритрейский талер, эритрейский таллеро (от итал. tallero), риял (от араб. ريال‎)                           | 1890—1941               | Лира, чентезимо (соответственно 1⁄5 и 1⁄500)                                        |
| Быр                            | Эфиопский доллар (от англ. dollar)                                                                        | 1945—1976               | Цент или сантим (1⁄100)                                                             |
| Быр                            | Эфиопский быр (англ. birr)                                                                                | 1976 →                  | Цент (1⁄100)                                                                        |